# DeAndrea Salvador
DeAndrea Salvador es la fundadora y directora ejecutiva de la Iniciativa de Transición de Energía Renovable (RETI), una organización sin ánimo de lucro que educa a las comunidades y líderes sobre la conservación de la energía. Fue fellow TED en 2018. 

## Trayectoria
Salvador es la quinta generación de su familia que vive en Charlotte, Carolina del Norte. Se preocupó por la pobreza energética durante sus estudios universitarios. Estudió economía, con especialización en antropología, en la Universidad de Carolina del Norte en Charlotte, donde se graduó en 2013. Formó parte de la fraternidad empresarial Alpha Kappa Psi: una fraternidad coeducativa que le ofrecía oportunidades de establecer contactos en el sector energético. Salvador quería aprender más sobre sostenibilidad y energía, y completó un certificado de Liderazgo en Energía y Diseño Ambiental del US Green Building Council.
Se postuló a SEED20, una asociación de empresas sociales de Carolina del Norte que ofrece programas de capacitación, entrenamiento y orientación para organizaciones sin ánimo de lucro. En 2014, Salvador fundó Renewable Energy Transition Initiative (RETI), una organización sin ánimo de lucro que educa a las personas de bajos ingresos sobre energía renovable. Su misión es disminuir de manera sostenible el gasto en energía. En Carolina del Norte, muchas familias gastan más del 20% de sus ingresos en gastos de energía. En 2016, fue nombrada BLACK CHAMBER of Commerce (CMBCC) 30 Under 30 en Charlotte-Mecklenburg.
Salvador consiguió el nombramiento de fellow TED en enero de 2018. Y, ese mismo año, fue nombrada alumna del año por la Universidad de Carolina del Norte en Charlotte, y la revista SouthPark la nombró como "Mujer a seguir". RETI ha llevado a cabo una serie de actividades educativas con Boys & Girls Clubs of America, Girl Scouts of the USA, iglesias, organizaciones vecinales y centros comunitarios. Está en la Junta de Asesores de Clean Air Carolina, una iniciativa estatal para mejorar la calidad del aire en Carolina del Norte.